# Dew Baboeram
Dew Baboeram, pseudoniem Sandew Hira (Paramaribo, 10 april 1955), is een Nederlands historicus, econoom, publicist en columnist, van Surinaamse afkomst.

## Biografie
Baboeram verhuisde in 1970 naar Nederland. In 1982 studeerde hij af met een mastergraad in economie aan de Erasmus Universiteit in Rotterdam. Dew Baboeram, in familieverband René genoemd, is de jongere broer van John Baboeram, een Surinaamse regering-kritische advocaat die op 8 december 1982 werd vermoord tijdens het militaire regime van Desi Bouterse.
Baboeram publiceerde twintig boeken en daarnaast diverse artikelen en rapporten over de hedendaagse geschiedenis van Suriname en Surinamers in Nederland. Daarnaast publiceert hij opiniestukken in de media, geeft hij wereldwijd lezingen en maakte hij historische documentaires over Suriname met Ivette Foster.
Baboeram was columnist voor Starnieuws tot augustus 2016. In zijn laatste column meldde hij te beginnen aan een reis "naar de wereld van internationale wetenschap en activisme." Baboeram is directeur van het International Institute for Scientific Research (IISR). Samen met Stephen Small (Universiteit van Californië) was hij co-redacteur van de serie Decolonizing The Mind. Daarnaast was hij in 2019 initiatiefnemer van het Instituut voor de Dekolonisatie van Suriname (Dekosur).